# Station Grasse
Station Grasse is een spoorwegstation in de Franse gemeente Grasse.